# Michael Rothwell
Michael Jon Rothwell (* 30. Juni 1953 in Honolulu) ist ein ehemaliger US-amerikanischer Segler.

## Erfolge
Michael Rothwell nahm an den Olympischen Spielen 1976 in Montreal mit David McFaull in der Bootsklasse Tornado teil. Mit ihrem Boot Zomby Woof belegten sie den zweiten Platz hinter den Briten Reg White und John Osborn und beendeten die Regatta mit 36 Gesamtpunkten, womit sie die Silbermedaille erhielten. Zwei Jahre zuvor hatten sie bereits in Honolulu Bronze bei den Weltmeisterschaften gewonnen.